# Antonio Frova
Antonio Frova (Verona, 21 de juliol de 1914 – Milà, 19 de maig de 2007) va ser un arqueòleg italià.

## Biografia
Antonio Frova es va graduar en arqueologia a la Universitat Catòlica del Sagrat Cor a Milà el 1935 amb Roberto Paribeni, i es va graduar en història de l'art a la Universitat de Pàdua. Entre 1938 i 1939 va ser alumne de l'Escola Arqueològica Italiana d'Atenes, en el període en què el director Alessandro Della Seta va ser acomiadat a causa de les lleis racials.
El 1940, estant a Bulgària com a ministre d'Afers Exteriors italià, es va negar a unir-se a la intervenció militar i va passar els anys de la guerra al país, dedicant-se a investigacions i excavacions de l'arqueologia romanes als llocs d'Oescus, Durostorum / Silistra, Kazanlak i Anchialus.
Va tornar a Itàlia al final de la Segona Guerra Mundial. Gràcies a Luciano Laurenzi va ser contractat com a simple treballador a la Superintendencia de les antiguitats de Lombardia el 1945, i aviat es va convertir en un inspector d'arqueòlegs. El 1964, a Emília-Romanya, es va convertir en director del Museu Arqueològic Nacional de Parma. El 1967 esdevingué arqueòleg superintendent de Ligúria, càrrec que va ocupar fins a 1976, donant un gran impuls a la recerca arqueològica a la regió, afavorint també el desenvolupament de la recent creada arqueologia medieval i l'adopció de mètodes científics.
Va dirigir importants excavacions arqueològiques a Laus Pompeia, Cesarea de Palestina (on es va trobar l'anomenada pedra de Pilat) i a Luni.
El 1962 obté la lliure docència en arqueologia i història de l'art grec i romà, ocupant la càtedra d'arqueologia a Milà, a Lecce com a professor ordinari, i finalment a Gènova, on també va ser director de l'escola d'especialització en arqueologia fins a 1990.
En el seu testament, el professor va dividir el seu patrimoni cultural en tres parts: 
- el material de les excavacions de Luni a La Spezia es va quedar al «Centro Studi Lunensi»;
- el material de les excavacions de Caesarea de Palestina i de les altres campanyes d'excavació finançades per la Universitat Catòlica de Milà, es va deixar a la mateixa universitat;
- el seu immens patrimoni de la biblioteca, més de 5.000 volums, va ser donat a la ciutat de Lodi, on va ser enterrat amb la seva esposa, Francesca Warszawska.

## Obra
- Pittura romana in Bulgaria, 1943
- L'arte di Roma e del mondo romano, 1961